# Преслава
Петя Колева Иванова (болг. Петя Колева Иванова), более известная как Преслава (болг. Преслава); Preslava (род. 26 июня 1984, Добрич, Добричская область, Болгария) — популярная болгарская певица в стиле поп-фолк. Она начала петь профессионально в 2004 году.

## Биография
Преслава родилась 26 июня 1984 года в городе Добрич. Мать Преславы Янка работала швеёй, отец Коля шофером. Семья по материнской линии из города Каварна, а по отцовской линии из села Сырнино. У неё есть сестра Ивелина, которая старше её на три года и она тоже певица. Преслава завершила своё музыкальное образование в школе искусств «Святого Климента Охридского» в городе Добрич, со степенью в области народного пения и музыкального инструмента скрипку. Только 7 лет спела свою первую песню с оркестром «Тръгнала ми е Милена» (рус. Она оставила мне Милена). В 14 лет участвовала в конкурсе в городе муниципалитета. Вопреки желанию её родителей начала петь более 15 лет в учреждениях. В школьные годы с их одноклассники образовала группу под названием «Шанс» и первая группа, с которым она работала в профессиональном формированием «Мега».

### 2003—2005 год: Начало карьеры, первый альбом
Летом 2003 года Милко Калайдижев нашёл её случайно и пригласил её спеть со своей группой в тур по городам вдоль Чёрного моря. Всего несколько месяцев спустя Петя подписала контракт с звукозаписывающей компанией Payner и она поменяла своё имя под псевдонимом Преслава.
В начале своей карьеры в компании Payner, человек, который не только продюсер, но и поп-фолк певец Милко Калайдижев. Первая песня певицы стал дуэт с ним под названием Нежен рекет (рус. Нежный рэкет). Она до сих пор не использует её сценическое имя написано неправильно, как Петя. Весной того же года выпустила свои первые две сольные песни — динамическая песня Тази нощ безумна (рус. Сегодня вечером схожу с ума) и баллада Дума за вярност (рус. Слово истины), а затем летом песня Мили мой (рус. Милый мой), затем выпустила песня Нямаш сърце (рус. У тебя нет сердца), которая стала впоследствии визитной карточкой Преславы. В начале осени выпустила два дуэта с Рашидом Аль Рашид — Молиш ме (рус. Ты умоляешь меня) и с её продюсером Милко Калайджиев — Раздвоени (рус. Раздвоены). В конце осени она выпустила свой дебютный альбом, названный в честь неё, в конце 2004 года выпустила ещё один видеоклип Обичам те (рус. Я люблю тебя).
.

### 2012—2014: Гласът на България, американский тур и Выступление в России
В 2012 года Преслава выпустила песню Лудата дойде (рус. Сумасшедшая пришла), а видеоклип появился на всех музыкальных телеканалах после 10-месячного перерыва. В 2012 году Преслава была наставницей второго сезона проекта Гласът на България, болгарской версии проекта Голос. Лето того же года Преслава отправилась в первый самостоятельный зарубежный тур в США, а тур назывался Preslava USA Tour 2012, где она давала концерты в 5 городах для болгарской диаспоры.
В начале 2014 года она выпустила клип на песню Режим неприлична (рус. Непристойный режим).
В апреле того же года она выпускает песню Пиши го неуспешно (рус. Пиши, что он терпит неудачу), которая 3 года ранее на другом языке была спета Деспиной Ванди. В декабре того же года, певица представила песню Нашето любов е (рус. Наша любовь) и видеоклип на неё появилась 12 декабря. Преслава — одна из первых поп-фолк исполнителей, которая выступала в России вместе с другой певицей Андреа (певица) на TASHI SHOW в Кремле, спев песню Дишай (рус. Дыши), версия этой песни, которая является плагиатом песни армянского исполнителя Арменчика.

### 2015 — настоящее время: Новый альбом, Като две капки вода
В начале 2015 года Преслава выпустила видеоклип на песню Ако утре ме губиш (рус. Если ты потеряешь меня завтра), который был представлен в конце 2014 года. В июне того же года на юбилейном концерте компании Пайнер сама Преслава вместе с Галеной, Деси Славой, Анелией, Эмилией и Цветелиной Яневой представили новую версию народной песни Лале ли си, зюмбюл ли си В августе того же года Преслава выпускает ещё один хит Живей (рус. Жить) это второй дуэт с Галеной. В начале 2016 года Преслава запускает первую англоязычную песню In Control (рус. В контроле). В том же году сейчас Преслава принимает участие в четвёртом сезоне болгарского шоу Като две капки вода, болгарской версии шоу Один в один. В марте того же года Преслава выпускает клип на песню Чуплива и влюбена (рус. Ломкая и влюблённая).

## Личная жизнь
В начале 2018 года она объявила, что ждёт первенца. 14 сентября того же года она родила девочку, а отца зовут Павел.

## Дискография

### Альбомы
- 2004 — Преслава / Преслава
- 2005 — Дяволско желание / Дьявольское желание
- 2006 — Интрига / Интрига
- 2007 — Не съм ангел / Я не ангел
- 2009 — Пази се от приятелки / Берегись подруг
- 2011 — Как ти стои / Как вы стоите
- 2019 — Да гори в любов

### Сборники
- 2013 — Златните хитове на Преслава / Золотые хиты Преславы